# Cephalocrotonopsis
Cephalocrotonopsis é um género botânico pertencente à família Euphorbiaceae, formada por uma única espécie:

## Espécie
Cephalocrotonopsis socotrana Pax

## Nome e referências
Cephalocrotonopsis Pax